# Conistra veronicae
Conistra veronicae är en fjärilsart som beskrevs av Jacob Hübner 1827. Conistra veronicae ingår i släktet Conistra och familjen nattflyn. Inga underarter finns listade i Catalogue of Life.